# Nada (Nepal)
Nada (nep. नाडा) – gaun wikas samiti w zachodniej części Nepalu w strefie Seti w dystrykcie Achham. Według nepalskiego spisu powszechnego z 2011 roku liczył on 501 gospodarstw domowych i 2848 mieszkańców (1443 kobiety i 1405 mężczyzn).